# Намский наслег
На́мский насле́г (якут. Нам нэһилиэгэ) — сельское поселение в Верхневилюйском улусе Республики Саха (Якутия).
Административный центр и единственный населённый пункт — село Хомустах. Часто по названию наслега село именуется как Намцы.

## География
Территорию сельского поселения Намский наслег образуют исторически сложившиеся земли населённого пункта Намцы (Хомустаха) и прилегающие к ним земли общего пользования, данная территория расположена по обе стороны реки Вилюй, большей частью на её правом берегу. Наслег находится к востоку от улусного центра — села Верхневилюйска.
На севере территория Намского наслега граничит с территорией Дюллюкинского наслега, с северо-востока к Намскому наслегу примыкает территория Балаганнахского наслега, с востока — территории Оросунского и Тамалаканского наслегов, с юга — территория Оргётского наслега, с юго-запада и запада — территория Едюгейского наслега, с северо-запада — Хоринского.

## История
Статус и границы сельского поселения установлены Законом Республики Саха (Якутия) от 30 ноября 2004 года «Об установлении границ и о наделении статусом городского и сельского поселений муниципальных образований Республики Саха (Якутия)».

## Население
| 2002  | 2010  | 2011  | 2012  | 2013  | 2014  | 2015  |
| ----- | ----- | ----- | ----- | ----- | ----- | ----- |
| 1311  | ↗1328 | ↘1327 | ↘1323 | ↗1329 | ↘1325 | ↗1335 |
| 2016  | 2017  | 2018  | 2019  | 2020  | 2021  |       |
| ↘1318 | ↘1303 | ↘1288 | ↗1309 | ↘1301 | ↗1320 |       |

Намский наслег является третьим по численности населения наслегом Верхневилюйского улуса после Верхневилюйского (6436) и Едюгейского (2340) наслегов.

## Местное самоуправление
С 24 декабря 2011 года главой муниципального образования Намский наслег был избран А. И. Кардашевский, который в 2009—2011 годах являлся директором ООО «Нам».

## Экономика
Основной отраслью экономики Намского наслега является сельское хозяйство (мясо-молочное животноводство и зерноводство). Данным видом деятельности занимаются ООО «Нам», сельскохозяйственный производственный кооператив (колхоз) «Чолбон» и около десятка крестьянских хозяйств. Имеется на территории наслега участок лесхоза. Лесной фонд Намского наслега составляет 83,82 % территории муниципального образования, сельскохозяйственные угодья — 8,66 %, площадь водной поверхности — 6,24 %.